# Butelki zwrotne
Butelki zwrotne (cz. Vratné lahve) – czeski komediodramat z 2007 roku w reżyserii Jana Svěráka. Autorem scenariusza jest ojciec reżysera, zarazem odtwórca głównej roli, Zdeněk Svěrák.

## Wątek fabularny
Josef Tkaloun jest nauczycielem w praskim liceum. Złośliwe uwagi uczniów wielokrotnie wyprowadzają go z równowagi, rezygnuje więc z pracy. Pomimo swojego zaawansowanego wieku i nalegań żony, Tkaloun szuka dla siebie zajęcia. Zostaje kurierem rowerowym, ale jego praca szybko kończy się wypadkiem. Nie zniechęca się do szukania nowego zajęcia, zatrudnia się w supermarkecie jako osoba przyjmująca butelki do skupu. Pracując, rozmawia z ludźmi – pomaga biednym, flirtuje, swata. Eliška ma pretensje do męża za pracę w sklepie, jest o niego zazdrosna, pojawiają się między nimi niesnaski. Tkaloun na czterdziestą rocznicę ślubu postanawia sprawić żonie niespodziankę, organizując lot balonem. Wycieczka o mały włos nie kończy się tragicznie.

## Główne role
- Zdeněk Svěrák – Josef Tkaloun
- Daniela Kolářová – Eliška, żona Tkalouna
- Tatiana Vilhelmová – Helenka, córka Tkalouna
- Jiří Macháček – Robert Landa
- Pavel Landovský – Řezáč
- Jan Budař – Úlisný
- Miroslav Táborský – Kierownik supermarketu